# Przepraszam (film)
Przepraszam – polski offowy komediodramat z 2006 roku w reżyserii Huberta Gotkowskiego, wyprodukowany przez DDN.

## Fabuła
Film jest zawiłą opowieścią o młodych ludziach i niedojrzałych uczuciach. Ukazuje relacje między grupą znajomych z osiedla.

## Obsada
- Wojtek Smotryś
- Michał Sękiewicz
- Marta Sroka
- Marcin Kabaj

## Nagrody i wyróżnienia
- Grand Prix (razem z "STiUDENT" i "Koperta") - I Festiwal Kina Niezależnego „Off jak gorąco” w Łodzi (2006)
- I Nagroda Główna - 52. Ogólnopolski Konkurs Filmów Amatorskich w Koninie (2006)
- Nagroda za Najlepszy Film Fabularny - 52. Ogólnopolski Konkurs Filmów Amatorskich w Koninie (2006)
- Nominacja do Nagrody Roku za Najlepszy Scenariusz - 52. Ogólnopolski Konkurs Filmów Amatorskich w Koninie (2006)
- Nagroda Główna Konkursu Kina Niezależnego w kategorii fabuły ponad 30 minutowej - Lato Filmów w Toruniu (2006)
- Wyróżnienie specjalne za 3 nadesłane filmy (Koperta, The Wyścig i Przepraszam) - 39 edycja Międzynarodowego Festiwalu Filmów Amatorskich POL-8 w Polanicy Zdroju (2006)
- Grand Prix – I Festiwal Filmów Niezależnych o Tematyce Nie Tylko Satyrycznej SATYROFFISKO Warszawa (2006)